# 巴尔日谷新堡
巴尔日谷新堡（法語：Châteauneuf-Val-de-Bargis，法語發音：[ʃatonœf val də baʁʒi]）是法国涅夫勒省的一个市镇，位于该省西北部，属于卢瓦尔河畔科讷库尔区。

## 地理
巴尔日谷新堡（47°17'1"N, 3°13'35"E）面积47.56 平方千米，位于法国勃艮第-弗朗什-孔泰大區涅夫勒省，该省份为法国中部省份，北至约讷省，西北接卢瓦雷省，西接谢尔省，南至阿列省，东南接索恩-卢瓦尔省，东临科多尔省。
与巴尔日谷新堡接壤的市镇（或旧市镇、城区）包括：东齐瓦地区圣马洛、阿尔布尔斯、塞西莱布瓦、尚普勒米、涅夫勒河畔栋皮埃尔、纳奈、圣科隆布德布瓦、维耶尔马奈。
巴尔日谷新堡的时区为UTC+01:00、UTC+02:00（夏令时）。

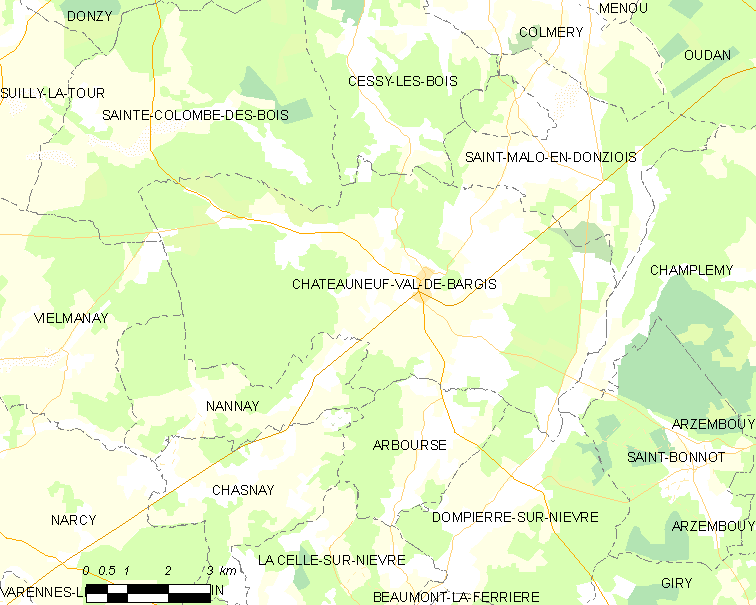
巴尔日谷新堡的OSM定位图

## 行政
巴尔日谷新堡的邮政编码为58350，INSEE市镇编码为58064。

## 政治
巴尔日谷新堡所属的省级选区为卢瓦尔河畔普伊县。

## 人口
巴尔日谷新堡自19世纪以来人口不断外流。1800年时，该市镇的人口数量曾达到2200，到21世纪初仅剩500余人。巴尔日谷新堡于2022年1月1日时的人口数量为479人。

1962-2008年间巴尔日谷新堡人口变化图示